# Щось не так з Роном
«Щось не так з Роном» (англ. Ron's Gone Wrong) — британсько-американський тривимірний анімаційно-фантастичний фільм, знятий режисерами Жан-Філіппом Віне і Сарой Сміт, та співрежисером Октавіо Родрігесом за сценарієм Пітера Бейнхема і Сміт. Головних персонажів озвучили Зак Галіфіанакіс, Джек Ділан Грейзер, Олівія Колман, Ед Гелмс, Джастіс Сміт і Роб Ділейні. Фільм є дебютною роботою анімаційної студії Locksmith Animation і поширюється компанією 20th Century Studios, що робить його першою анімаційною стрічкою прокатника з моменту закриття Blue Sky Studios.
Світова прем'єра мультфільму відбулася 9 жовтня 2021 року на Лондонському кінофестивалі Лондонському кінофестивалі. У Великій Британії широкий прокат розпочався 15 жовтня того ж року, а в США та Україні — тижнем пізніше.

## Сюжет
У майбутньому технологічний гігант Bubble представляє своє останнє творіння: Бі-бота, створеного доброзичливим генеральним директором Марком Вайделлом. Buble мала намір створити друга-робота, який буде створюватися для дружби, використовуючи встановлений алгоритм дружби Марка. У містечку Nonsuch Барні Пудовські — єдиний середній школяр, у якого немає Бі-бота. Його колишні друзі дитинства, Саванна Мідс, Річ Белчер, Ной і Ава, всі були поглинені своїми індивідуальними Бі-ботами. Батько Барні Грем, який продає новинки в Інтернеті, і його бабуся Донка розуміють, що у нього немає друзів, і співчувають, коли Річ жорстоко жартує з Барні. Вони поспішно йдуть до магазину Bubble, але він зачинений. На щастя, водій доставки тримався за трохи пошкодженого Бі-бота, який випав з його вантажівки, і продає його їм.
Барні отримує Бі-бота як пізній подарунок на день народження, але після його активації швидко дізнається, що він несправний. Не бажаючи засмучувати батька, він вирішує віднести його назад у магазин Bubble, щоб полагодити. У підсумку він стикається з Річем і його друзями, які насміхаються і намагаються принизити його. Бі-бот починає відбиватися, оскільки його функції безпеки були вимкнені. Річ викликав поліцію, і їх разом з Гремом і Донкою відвозять в магазин Bubble, щоб Бі-бота утилізували. Не бажаючи бачити цього, Барні таємно рятує його і дає ім’я Рон, скорочена версія його номера моделі.
Коли Марку повідомили про дії Барні та Рона, Марк був радий бачити, як Рон йде проти його програм, в той час, як головний виконавчий директор Bubble Ендрю Морріс вважає це поганою рекламою, вважаючи, що Рона потрібно знищити, щоб проблему було вирішено. Барні вчить Рона, як бути хорошим другом, і під час спілкування зустрічається з Саванною, яка каже Рону, що йому потрібно допомогти Барні знайти друзів. Попри те, що Барні сказав Савані цього не робити, вона публікує в Інтернеті дії Рона, сповіщаючи про Bubble. Наступного дня Рон виходить з дому і намагається знайти «друзів» для Барні, приводячи до школи низку випадкових людей. Коли Барні потрапляє в біду, Річ виявляє розблоковану функцію Рона і завантажує її, через те всі інші Бі-боти вимикають функції безпеки та батьківський контроль. Бі-боти здичавіли, і, врешті-решт, після оновлення патча для Бі-ботів, Саванну публічно принижують.
Після цього Барні вигнали зі школи, хлопець був розчарований через це і відмовив Рону в дружбі, але повернувшись додому, він розуміє, що Рон справді був другом, і вирішує втекти з ним, коли співробітники Bubble приходять за ним. Вони ненадовго стикаються з Саванною, яка все ще засмучена її інцидентом. Тим часом поки Ендрю попереджає Марка про наслідки Бі-бота, Марк тікає, щоб зустрітися з Роном, а Bubble використовує їхні ресурси, щоб взяти під контроль усіх Бі-ботів, щоб шукати Рона та Барні після того, як дует спочатку у захваті від лісу, але в результаті заблукав і провів там страшну, незручну ніч. Але через холодну погоду та астму Барні стає слабким, і Рон повертає його до цивілізації біля школи, де Саванна, Річ, Ной і Ава поспішають йому на допомогу.
Барні доставляють до лікарні ,він одужав, перш ніж зустріти Марка, який вражений Роном. Марк виправляє збої Рона і тим самим робить його іншим Бі-ботом. Барні вимагає, щоб Марк отримав доступ до хмари, щоб отримати оригінальну особистість Рона, але Ендрю взяв на себе компанію і заблокував Марка. Завдяки детально розробленому плану проникнення Барні, Грема, Донки та Марка до штаб-квартири Bubble, Барні вдається потрапити до бази даних Bubble, знаходить оригінальні дані Рона за його світлом і завантажує його назад у своє тіло, відновлюючи його початковий стан. Бачачи, що Bubble має прямий доступ до кожного Бі-бота, і розуміючи, що всі такі ж самотні, як і він, Барні пропонує оновити всіх Бі-ботів, щоб вони отримали такі недоліки які має Рон. Однак це означає, що Рон буде розсіяний в Інтернеті. Барні неохоче прощається з Роном, оскільки його програмування поширюється на всіх, змішуючи алгоритм дружби Марка з кодуванням Рона. Марк шантажує Ендрю, щоб він повернув йому посаду генерального директора після того, як таємно записав, як він визнає, що Бі-боти шпигують за своїми власниками.
Через три місяці у всіх є несправний Бі-бот, але вони задоволені їх диким і дивним характером. У Барні його більше немає, але він став набагато товариським і зблизився зі своїми колишніми друзями. Коли вони тусуються на «Лавці Барні», гігантська вежа Bubble, яка виходить на Nonsuch, показує обличчя Рона, що означає, що він все ще живий.

## У головних ролях
- Зак Галіфіанакіс — Рон, бракований Бі-бот.
- Джек Ділан Грейзер — Барні Пудовські, сором'язливий підліток.
- Олівія Колман — Донка Пудовські, бабуся Барні.
- Ед Гелмс — Грем Пудовські, батько Барні.
- Джастіс Сміт — Марк Віделл, творець Бі-ботів і президент компанії Bubble.
- Роб Ділейні — Ендрю Морріс, головний операційний директор компанії Bubble.
- Кайлі Кентралл — Саванна Мідс, однокласниця Барні.
- Рікардо Уртадо — Річ Белчер, однокласник Барні.
- Каллен Маккарті — Ноа, однокласник Барні.
- Ава Морс — Ава, однокласниця Барні.
- Маркус Скрібнер — Алекс, приятель Річа.
- Томас Барбаска — Джейден, приятель Річа.[3]

## Виробництво
12 жовтня 2017 року анімаційна студія Locksmith Animation анонсувала свій дебютний проєкт під назвою Ron's Gone Wrong. Олександро Карлоні і Жан-Філліп Віне були призначені співрежисерами фільму, в той час, як Пітер Бейнхем і співзасновник студії Сара Сміт повинні були написати сценарій. Компанія DNEG була призначена партнером по роботі над анімацією проєкту. Того ж дня Бейнхем і Елізабет Мердок були призначені виконавчими продюсерами.
Робота над анімацією та озвучуванням велася дистанційно під час пандемії COVID-19.

### Музика
Композиції для мультфільму написав Генрі Джекман.
19 серпня 2021 року було оголошено, що Ліам Пейн створив для фільму оригінальну пісню під назвою «Sunshine». Пісня була випущена 27 серпня.

## Прем'єра
У жовтні 2017 року вихід мультфільму був запланований на 6 листопада 2020 року. У листопаді 2019 року прем'єра була відкладена до 26 лютого 2021 року. У травні 2020 року через вплив пандемії COVID-19 пандемії коронавірусу реліз був перенесений на 23 квітня 2021 року. 22 січня 2021 року було оголошено про перенесення прем'єри на 22 жовтня 2021 року Світова прем'єра відбулася 9 жовтня 2021 року на Лондонському кінофестивалі. За 45 днів після старту прокату стрічка з'явиться на онлайн-платформах.
Мультфільм є єдиним проєктом Locksmith, випущеним компанією 20th Century Studios, оскільки всі їхні подальші роботи поширюватимуться Warner Bros. pictures, згідно з умовами багаторічної угоди, укладеної у 2019 році.

## Сприйняття

### Касові збори
У США і Канаді «Щось не так з Роном» вийшов у прокат в один день з фільмом «Дюна», і згідно з прогнозами аналітиків повинен був зібрати $ 10 мільйонів . У перший день мультфільм заробив $2.3 мільйона, рахуючи $260.000, виручених із попередніх показів у вечір четверга. Перші вихідні стрічка завершила з результатом у $ 7.3 мільйона, що виявилося значно нижчим від очікуваного.

### Критика
На сайті-агрегаторі Rotten Tomatoes мультфільм має рейтинг 82% на основі 103 рецензій із середньою оцінкою 6.7/10. Консенсус критиків говорить: «Це не перший анімаційний фільм, який протистоїть технологічній загрозі, але з погляду дотримання розважального балансу між гумором і душевністю, “Щось не так з Роном” робить це правильно». На сайті Metacritic фільм має рейтинг 65 бали зі 100 на основі 23 рецензій, що відповідає статусу «загалом сприятливі відгуки».

## Зовнішні посилання
- Офіційний сайт
- Щось не так з Роном на сайті IMDb (англ.)
- Original WIKI
- Planeta kino [Архівовано 21 листопада 2021 у Wayback Machine.]